# Transat Paprec

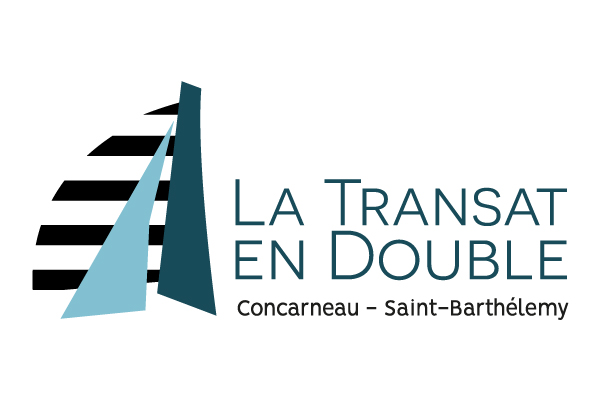
Ancienne identité visuelle de la Transat en double Concarneau-Saint-Barthélemy

La Transat en double Concarneau-Saint-Barthélemy (ou Transat Paprec pour des raisons de parrainage avec Paprec), anciennement appelée Transat Lorient-St-Barth’, Transat AG2R puis Transat AG2R La Mondiale (2010-2018), est une compétition nautique partant de Concarneau, depuis 2006 (l'intégralité des éditions précédentes partant de Lorient), en Bretagne et se terminant à Saint-Barthélemy aux Antilles, avec une marque de parcours à La Palma, une des îles Canaries. La distance totale est de 3 890 milles.
Elle est organisée à la mi-avril tous les deux ans depuis 1992 et se court en double sur des voiliers monotypes Bénéteau Figaro.
L'édition 2020 est reportée à 2021, en raison de la pandémie de Covid-19.
Cette épreuve compte pour le Championnat de France Élite de course au large.
En 2022, le groupe Paprec devient partenaire principal de la Transat en Double Concarneau – Saint-Barthélemy, qui est  rebaptisée « Transat Paprec ».
Depuis l'édition 2023, l'épreuve est composée d'équipages 100% mixte.

## Palmarès
Les seuls marins à avoir remportés l'épreuve à deux reprises sont Armel Le Cléac'h (2004 et 2010) et Charlotte Yven, première skippeuse à remporter la Transat Paprec à deux reprises de manière consécutive (2023 et 2025).
| Édition | Vainqueurs                                             | Temps                 | Réf.   |
| ------- | ------------------------------------------------------ | --------------------- | ------ |
| 1992    | Jacques Caraës et Michel Desjoyeaux                    | 24 j 08 h 40 min 34 s | [ 6 ]  |
| 1994    | Jean Le Cam et Roland Jourdain                         | 20 j 20 h 34 min 26 s |        |
| 1996    | Alain Gautier et Jimmy Pahun                           | 24 j 11 h 54 min 00 s | [ 7 ]  |
| 1998    | Bruno Jourdren et Marc Guessard                        | 22 j 14 h 24 min 00 s |        |
| 2000    | Karine Fauconnier et Lionel Lemonchois                 | 27 j 09 h 50 min 00 s | [ 8 ]  |
| 2002    | Hervé Laurent et Rodolphe Jacq                         | 22 j 13 h 06 min 00 s | [ 9 ]  |
| 2004    | Armel Le Cléac'h et Nicolas Troussel                   | 20 j 08 h 49 min 00 s | [ 10 ] |
| 2006    | Kito de Pavant et Pietro d'Ali                         | 19 j 22 h 24 min 00 s | [ 11 ] |
| 2008    | Laurent Pellecuer et Jean-Paul Mouren                  | 22 j 19 h 14 min 00 s | [ 12 ] |
| 2010    | Armel Le Cléac'h (2) et Fabien Delahaye                | 22 j 16 h 59 min 11 s | [ 4 ]  |
| 2012    | Gildas Morvan et Charlie Dalin                         | 22 j 08 h 55 min 00 s | [ 13 ] |
| 2014    | Gwénolé Gahinet et Paul Meilhat                        | 22 j 06 h 17 min 59 s | [ 14 ] |
| 2016    | Thierry Chabagny et Erwan Tabarly                      | 22 j 01 h 06 min 53 s | ,      |
| 2018    | Adrien Hardy et Thomas Ruyant                          | 18 j 11 h 48 min 22 s | [ 17 ] |
| 2021    | Nils Palmieri et Julien Villion sur TeamWork           | 18 j 05 h 08 min 03 s | [ 1 ]  |
| 2023    | Loïs Berrehar et Charlotte Yven sur Skipper Macif      | 18 j 19 h 01 min 33 s | [ 19 ] |
| 2025    | Charlotte Yven (2) et Hugo Dhallenne sur Skipper Macif | 18 j 19 h 16 min 54s  | [ 20 ] |

## Éditions

### 1992 - Transat AG2R
Lorient / Canaries / Saint-Barthélemy,. 16 bateaux sont au départ, 14 à l'arrivée.
1.  Jacques Caraës et Michel Desjoyeaux sur Sill plein fruit - France III en 24 j 08 h 40 min 34 s
2.  Frédéric Leclere et Loïc Blanken sur ENO en 24 j 09 h 11 min 56 s
3.  Roland Jourdain et Jean-Luc Nélias sur Sill La Potagère en 24 j 11 h 31 min 22 s
4.  Lionel Lemonchois et Frédéric Guérin sur Clips Entreprises
5.  Dominic Vittet et Jean Le Cam sur Mory

### 1994 - Transat AG2R
Lorient / Madère / Saint-Barthélemy. 20 bateaux sont au départ, 19 à l'arrivée.
1.  Jean Le Cam et Roland Jourdain sur Sill plein fruit - France III en 20 j 20 h 34 min 26 s
2.  Bertrand de Broc et Marc Guillemot sur Laiteries Le Gall en 20 j 20 h 35 min 29 s
3.  Hervé de Kergariou et Thierry Lacour sur Brittany Ferries II en 20 j 21 h 50 min 19 s
4.  Dominic Vittet et Lionel Péan sur Overflots en 20 j 22 h 56 min 28 s
5.  Hans Bouschlote et  Eric Drouglazet  sur DLG - Wasquehal - Continent en 21 j 01 h 23 min 18 s

### 1996 - Transat AG2R
Lorient / Madère / Saint-Barthélemy. 19 bateaux sont au départ, 14 à l'arrivée.
1.  Alain Gautier et Jimmy Pahun sur Broceliande en 24 j 11 h 54 min 32 s
2.  Florence Arthaud et Jean Le Cam sur Guy Cotten - Chattawak en 24 j 13 h 20 min 09 s
3.  Frank Cammas et Jean-Luc Nélias sur Skipper ELF en 24 j 15 h 35 min 09 s
4.  Roland Jourdain et Michel Desjoyeaux sur Sill plein fruit - France III en 24 j 23 h 51 min 38 s
5.  Michèle Paret et  Dominique Wavre sur Cupidon en 25 j 00 h 13 min 34 s

### 1998 - Transat AG2R
Lorient / Madère / Saint-Barthélemy. 24 bateaux sont au départ, 23 à l'arrivée.
1.  Bruno Jourdren et Marc Guessard sur Nintendo 64 en 22 j 14 h 24 min 11 s
2.  Michèle Paret et  Dominique Wavre sur Carrefour prévention en 22 j 14 h 43 min 21 s
3.  Jean-Paul Mouren et Laurent Pellecuer sur Marseille Entreprise Qualité en 22 j 14 h 47 min 11 s
4.  Hervé Laurent et Hervé de Kergariou sur Andouilles Triskel
5.  Damian Foxall et  Sidney Gavignet sur Skipper ELF

### 2000 - Transat AG2R
Lorient / Madère / Saint-Barthélemy. 42 bateaux sont au départ, 30 à l'arrivée.
1.  Karine Fauconnier et Lionel Lemonchois sur Sergio Tacchini - Itinéris en 27 j 09 h 50 min 38 s
2.  Gildas Morvan et Bertrand de Broc sur Cercle vert en 27 j 13 h 56 min 30 s
3.  Jérémie Beyou et Pascal Bidegorry sur Volkswagen Castrol en 27 j 15 h 35 min 23 s
4.  Tanguy Lesselin et Charles Caudrelier Benac sur BCG - X -HEC en 27 j 22 h 57 min 23 s
5.  Gilles Chiorri et Dominic Vittet sur Flexipan en 28 j 01 h 32 min 52 s

### 2002 - Transat AG2R
Lorient / Madère / Saint-Barthélemy. 25 bateaux sont au départ et à l'arrivée.
1.  Hervé Laurent et Rodolphe Jacq sur Colbert Orco en 22 j 13 h 06 min 55 s
2.  Jean-Paul Mouren et Alexandre Toulorge sur Marseille Entreprise en 22 j 23 h 44 min 36 s
3.  Ronan Guerin et Ronan Cointo sur Escal'Atlantic Saint-Nazaire en 23 j 02 h 09 min 36 s
4.  Eric Drouglazet et Vincent Riou sur Jean Floc'h en 23 j 04 h 45 min 13 s
5.  Erwan Tabarly et Philippe Vicariot sur Thales Armor Lux en 23 j 06 h 05 min 00 s

### 2004 - Transat AG2R
Lorient / Madère / Saint-Barthélemy. 31 bateaux sont au départ et à l'arrivée.
1.  Armel Le Cléac'h et Nicolas Troussel sur Groupe CSE - Le Télégramme en 20 j 08 h 49 min 35 s
2.  Pascal Bidegorry et Sidney Gavignet sur Banque Populaire en 20 j 10 h 19 min 15 s
3.  Romain Attanasio et Nicolas Berenger sur Port Trebeurden en 20 j 15 h 20 min 53 s
4.  Charles Caudrelier Benac et Antoine Koch sur Bostik Findley en 20 j 16 h 05 min 50 s
5.  Jeanne Grégoire et  Samantha Davies sur Trophée BPE Saint-Nazaire - Cuba en 20 j 18 h 40 min 52 s

### 2006 - Transat AG2R
Concarneau / Saint-Barthélemy. 28 bateaux sont au départ, 25 à l'arrivée.
1.  Kito De Pavant et  Pietro d'Ali sur Groupe Bel en 19 j 22 h 24 min 30 s
2.  Dominic Vittet et Lionel Lemonchois sur Atao Audio System en 19 j 22 h 42 min 30 s
3.  Jeanne Grégoire et Gérald Veniard sur Banque Populaire en 19 j 23 h 15 min 55 s
4.  Roland Jourdain et Jean-Luc Nélias sur Veolia en 19 j 23 h 19 min 35 s
5.  Armel Le Cléac'h et Nicolas Troussel sur Brit Air en 19 j 23 h 40 min 14 s

### 2008 - Transat AG2R
Concarneau / Saint-Barthélemy. 26 bateaux sont au départ, 23 à l'arrivée.
1.  Laurent Pellecuer et Jean-Paul Mouren sur SNEF et Cliptol Sport en 22 j 19 h 13 min 55 s
2.  Ronan Guerin et Luc Poupon sur Solar Inox en 22 j 23 h 45 min 04 s
3.  Eric Peron et Miguel Danet sur Concarneau - St Barth en 23 j 00 h 09 min 26 s
4.  Gildas Morvan et Jean Le Cam sur Cercle Vert en 23 j 01 h 31 min 45 s
5.  Jeanne Grégoire et Nicolas Lunven sur Banque Populaire en 23 j 03 h 16 min 18 s

### 2010 - Transat AG2R La Mondiale
Concarneau / Saint-Barthélemy. 25 bateaux sont au départ et à l'arrivée,.
1.  Armel Le Cléac'h et Fabien Delahaye sur Brit Air en 22 j 16 h 59 min 11 s
2.  Jeanne Grégoire et Gérald Véniard sur Banque Populaire en 22 j 17 h 49 min 30 s
3.  Gildas Morvan et Bertrand de Broc sur Cercle vert en 22 j 19 h 18 min 11 s
4.  Romain Attanasio et  Samantha Davies sur Saveol en 22 j 19 h 44 min 22 s
5.  Nicolas Troussel et Thomas Rouxel sur Crédit Mutuel de Bretagne en 23 j 00 h 28 min 38 s

### 2012 - Transat AG2R La Mondiale
Concarneau / Saint-Barthélemy. 16 bateaux sont au départ et à l'arrivée.
1.  Gildas Morvan et Charlie Dalin sur Cercle vert en 22 j 08 h 55 min 45 s
2.  Erwan Tabarly et Eric Peron sur Nacarat en 22 j 10 h 10 min 08 s
3.  Jeanne Grégoire et Gérald Veniard sur Banque Populaire en 22 j 11 h 37 min 24 s
4.  Paul Meilhat et Fabien Delahaye sur Skipper Macif en 22 j 11 h 39 min 01 s
5.  Anthony Marchand et Romain Attanasio sur Bretagne - Crédit Mutuel Performance en 22 j 12 h 42 min 15 s

### 2014 - Transat AG2R La Mondiale
Concarneau / Saint-Barthélemy. 15 bateaux sont au départ, 13 à l'arrivée.
1.  Gwénolé Gahinet et Paul Meilhat sur Safran Guy Cotten en 22 j 06 h 17 min 59 s
2.  Fabien Delahaye et Yoann Richomme sur Skipper Macif en 22 j 07 h 24 min 52 s
3.  Alexia Barrier et Laurent Pellecuer sur 30 Corsaires en 22 j 07 h 54 min 56 s
4.  Roland Jourdain et Martin Le Pape sur La Cornouaille en 22 j 07 h 56 min 23 s
5.  Nicolas Lunven et Eric Peron sur Generali en 22 j 12 h 21 min 57 s

### 2016 - Transat AG2R La Mondiale
Concarneau / Saint-Barthélemy. 15 bateaux sont au départ, 14 à l'arrivée.
1.  Thierry Chabagny et Erwan Tabarly sur Gédimat en 22 j 01 h 06 min 53 s
2.  Nicolas Lunven et Gildas Mahé sur Generali en 22 j 01 h 10 min 57 s
3.  Adrien Hardy et Vincent Biarnes sur Agir Recouvrement en 22 j 01 h 35 min 41 s
4.  Sébastien Simon et Xavier Macaire sur Bretagne - Crédit Mutuel Performance en 22 j 01 h 47 min 52 s
5.  Gildas Morvan et Alexis Loison sur Cercle vert en 22 j 01 h 50 min 55 s

### 2018 - Transat AG2R La Mondiale
Concarneau / Saint-Barthélemy. 19 bateaux sont au départ, 16 à l'arrivée. Le duo Erwan Le Draoulec et Loïs Berrehar, bat le record de vitesse de l'épreuve, détenu par Thomas Rouxel et Nicolas Troussel sur la transat 2010, avec 339,5 milles parcourus en 24 heures, soit une vitesse moyenne de 14,16 nœuds.
1.  Adrien Hardy et Thomas Ruyant sur AGIR Recouvrement en 18 j 11 h 48 min 22 s (8,77 nœuds)
2.  Sébastien Simon et Morgan Lagravière sur Bretagne - CMB Performance en 18 j 12 h 57 min 40 s (8,74 nœuds)
3.  Gildas Mahé et Nicolas Troussel sur Breizh Cola en 18 j 15 h 36 min 40 s (8,69 nœuds)
4.  Pierre Leboucher et Christopher Pratt sur Guyot environnement en 18 j 15 h 50 min 55 s (8,69 nœuds)
5.  Anthony Marchand et Alexis Loison sur Groupe Royer - Secours Populaire en 18 j 17 h 52 min 0 s (8,65 nœuds)

### 2021 - Transat en Double - Concarneau - Saint-Barthélemy
Concarneau / Saint-Barthélemy, avec une marque de passage aux Canaries, 3 890 milles. 18 bateaux sont au départ le 12 mai après un report à cause d'une météo houleuse dans le golfe de Gascogne, 18 à l'arrivée. L'épreuve qui compte pour le Championnat de France Élite de course au large avec un coefficient 4, accueille pour la première fois les Figaro Bénéteau 3. Elle se déroule à huis clos, sans prologue et sans village, en raison de la crise sanitaire.
1.  Nils Palmieri et  Julien Villion sur TeamWork en 18 j 05 h 08 min 03 s (8,90 nœuds)
2.  Tanguy Le Turquais et Corentin Douguet sur Quéguiner - Innovéo en 18 j 06 h 50 min 01 s (8,86 nœuds), à 01h 41min 58s du premier
3.  Tom Laperche et Loïs Berrehar sur Bretagne – CMB Performance en 18 j 07 h 11 min 06 s (8,86 nœuds), à 02h 03min 03s du premier
4.  Pierre Leboucher et Thomas Rouxel sur Guyot environnement – Ruban Rose en 18 j 07 h 31 min 12 s (8,85 nœuds), à 02h 23min 09s du premier
5.  Alexis Loison et Guillaume Pirouelle sur Région Normandie en 18 j 07 h 34 min 16 s (8,85 nœuds), à 02h 26min 13s du premier

### 2023 - Transat Paprec

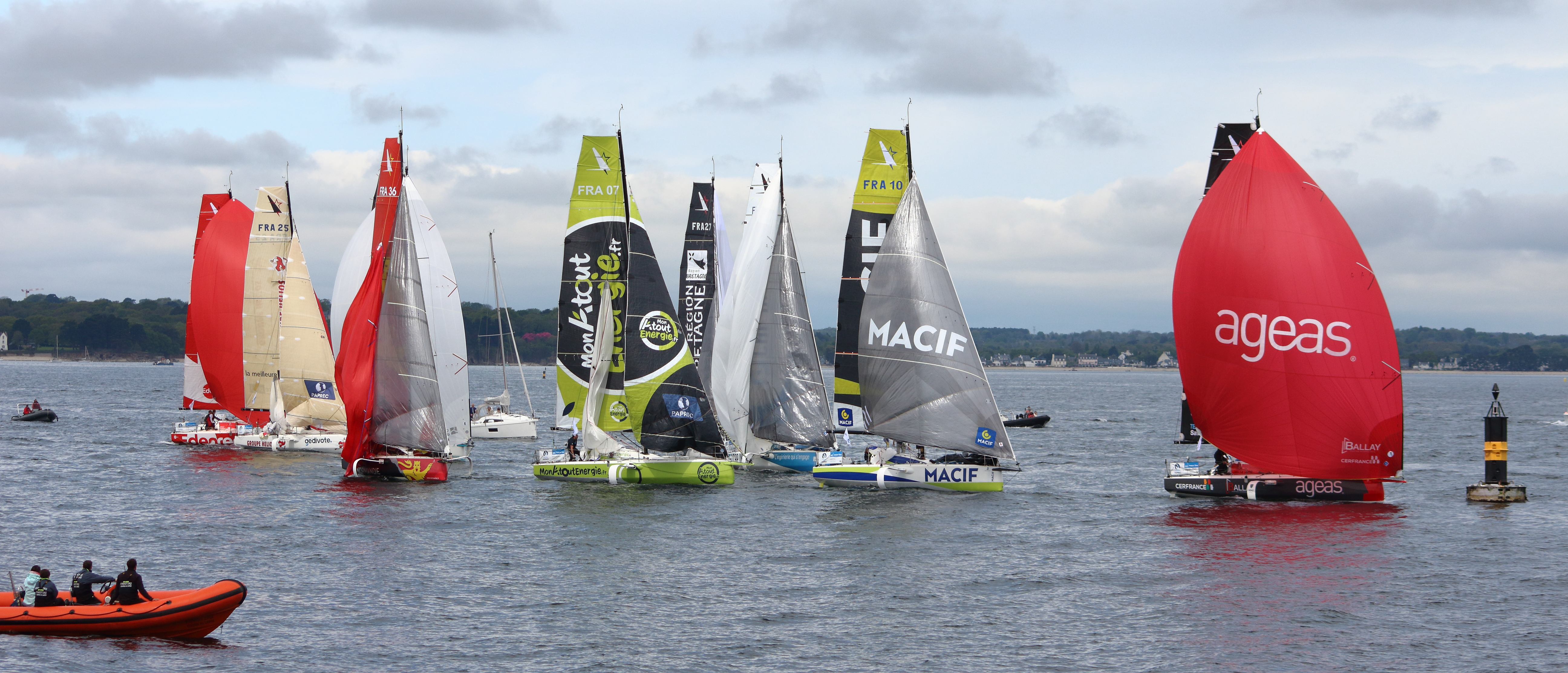
Les concurrents de l'édition 2023 au passage de la bouée Linuen, devant Beg Meil.

Pour la 16e édition, sur 12 bateaux prévus au départ, 11 duo en Figaro 3 à foils, s'élancent le 30 avril à 13h02, pour un parcours de 3 900 milles entre Concarneau et Saint-Barthélemy, via une porte aux Canaries. C'est le premier événement de course au large courue en équipage 100% mixte. L'épreuve compte pour le Championnat de France Élite de course au large avec un coefficient 3.
1.  Loïs Berrehar et Charlotte Yven sur Skipper Macif en 18 j 19 h 1 min 33 s
2.  Gaston Morvan et Anne-Claire Le Berre sur Région Bretagne – CMB Performance en 18 j 19 h 18 min 6 s
3.  Corentin Horeau et Pauline Courtois sur Mutuelle Bleue en 18 j 20 h 0 min 30 s
4.  Guillaume Pirouelle et Sophie Faguet sur Région Normandie en 18 j 22 h 22 min 10 s
5.  Camille Bertel et Pierre Leboucher sur Cap Ingélec en 18 j 23 h 6 min 45 s

### 2025 - Transat Paprec
La 17e édition compte 19 bateaux inscrits. Comme deux ans plus tôt, il s'agit de Figaro 3 menés par des duos mixtes. Le départ est donné à Concarneau le 20 avril 2025, pour un aller jusqu'à Saint-Barthélemy. C'est la première fois que cette épreuve est remportée deux fois consécutivement par une skippeuse, Charlotte Yven.
1.  Charlotte Yven et Hugo Dhallenne sur Skipper Macif en 18 j 19 h 16 min 54 s
2.  Romain Bouillard et Irina Gracheva sur Décrochons la lune en 18 j 19 h 59 min 35 s
3.  Cindy Brin et Thomas André sur Cap St Barth en 18 j 20 h 2 min 21 s
4.  Maël Garnier et Catherine Hunt sur Selencia - Cerfrance en 18 j 20 h 2 min 56 s
5.  Martin Le Pape et Mathilde Géron sur Demain en 18 j 20 h 12 min 3 521 s